# Лука Раньєрі
Лука Раньєрі (італ. Luca Ranieri, нар. 23 квітня 1999, Ла-Спеція) — італійський футболіст, захисник клубу «Фіорентина».

## Клубна кар'єра
Народився 23 квітня 1999 року в місті Ла-Спеція. Вихованець футбольної школи клубу «Фіорентина». 16 липня 2018 року для отримання ігрової практики був відданий в оренду в клуб Серії Б «Фоджа».
Після досить успішного сезону у другому дивізіоні повернувся до лав «Фіорентини», за головну команду якого дебютував в іграх найвищого італійського дивізіону.
Утім 2020 року знову був відданий в оренду, спочатку до «Асколі», а згодом до СПАЛа. В обох цих командах мав постійну ігрову практику, а влітку 2021 року повернувся до «Фіорентини», після чого знову був орендований, цього разу «Салернітаною», у складі якої по ходу сезону 2021/22 вже мав регулярну ігрову практику на рівні найвищого італійського дивізіону.
З наступного сезону поновив виступи за «фіалок». 

## Виступи за збірні
2014 року дебютував у складі юнацької збірної Італії, взяв участь у 12 іграх на юнацькому рівні, відзначившись одним забитим голом.
2019 року з командою до 20 років поїхав на молодіжний чемпіонат світу, де вже в першому матчі проти Мексики відзначився голом, принісши своїй команді перемогу 2:1.
З того ж 2019 року грав за молодіжну збірну Італії, у складі якої протягом трьох років провів вісім ігор.

## Статистика виступів

### Статистика клубних виступів
Станом на 18 вересня 2022
| Сезон                  | Команда                | Чемпіонат              | Чемпіонат | Чемпіонат | Національний кубок | Національний кубок | Національний кубок | Континентальні кубки | Континентальні кубки | Континентальні кубки | Інші змагання | Інші змагання | Інші змагання | Усього | Усього |
| Сезон                  | Команда                | Ліга                   | Ігор      | Голів     | Ліга               | Ігор               | Голів              | Ліга                 | Ігор                 | Голів                | Ліга          | Ігор          | Голів         | Ігор   | Голів  |
| ---------------------- | ---------------------- | ---------------------- | --------- | --------- | ------------------ | ------------------ | ------------------ | -------------------- | -------------------- | -------------------- | ------------- | ------------- | ------------- | ------ | ------ |
| 2018–19                | «Фоджа»                | B                      | 29        | 0         | КІ                 | 0                  | 0                  | -                    | -                    | -                    | -             | -             | -             | 29     | 0      |
| 2019-січ. 2020         | «Фіорентина»           | A                      | 3         | 0         | КІ                 | 2                  | 0                  | -                    | -                    | -                    | -             | -             | -             | 5      | 0      |
| січ.-черв. 2020        | «Асколі»               | B                      | 10        | 0         | КІ                 | -                  | -                  | -                    | -                    | -                    | -             | -             | -             | 10     | 0      |
| 2020–21                | СПАЛ                   | B                      | 25        | 0         | КІ                 | 4                  | 0                  | -                    | -                    | -                    | -             | -             | -             | 29     | 0      |
| 2021–22                | «Салернітана»          | A                      | 27        | 1         | КІ                 | 0                  | 0                  | -                    | -                    | -                    | -             | -             | -             | 27     | 1      |
| 2022–23                | «Фіорентина»           | A                      | 1         | 0         | КІ                 | 0                  | 0                  | ЛК                   | 1                    | 0                    | -             | -             | -             | 2      | 0      |
| Усього за «Фіорентину» | Усього за «Фіорентину» | Усього за «Фіорентину» | 4         | 0         |                    | 2                  | 0                  |                      | 1                    | 0                    |               | -             | -             | 7      | 0      |
| Усього за кар'єру      | Усього за кар'єру      | Усього за кар'єру      | 95        | 1         |                    | 6                  | 0                  |                      | 1                    | 0                    |               | -             | -             | 102    | 1      |